# Gösta Risberg
Gösta Natan Risberg, född 21 maj 1919 i Gamleby församling, Kalmar län, död 26 december 1997 i Linköping, var en svensk friidrottare (110 meter häck). Han tävlade för Örgryte IS och vann SM på 110 meter häck år 1946.
Han är begravd i en familjegrav på Lofta kyrkogård i Gamleby, där även bland andra hans föräldrar rektorerna Natanael Risberg och Viola Löwenhielm vilar.

## Källhänvisningar
1. ↑  Sveriges Dödbok 1901–2009, DVD-ROM, Version 5.00, Sveriges Släktforskarförbund (2010).
2. ↑  Begravda i Sverige, CD-ROM, Version 1.00, Sveriges Släktforskarförbund.

- Nordisk Familjeboks Sportlexikon. Stockholm: Nordisk Familjeboks Förlags AB. 1938-1949
- Focus Presenterar Sporten 2. Stockholm: Almqvist & Wiksell/Gebers Förlag AB. 1967
- Friidrottens först och störst. Helsingborg: Stig Gustafson/Forum. 1975